# 梁吉
梁吉（韩语：양길）朝鲜历史人物，新罗时期农民起义领袖，曾领导北原起义（今江原道原州），控制了朝鲜半岛北部。后高句丽国王弓裔曾归附于梁吉，后将其击败。